# 贝勒埃尔布
贝勒埃尔布（法語：Belleherbe，法語發音：[bɛl.ɛʁb]）是法国杜省的一个市镇，属于蒙贝利亚尔区。

## 地理
贝勒埃尔布（47°15'43"N, 6°39'30"E）面积16.13 平方千米，位于法国勃艮第-弗朗什-孔泰大區杜省，该省份为法国东部内陆省份，北起上索恩省，西接汝拉省，东部及东南部与瑞士接壤，东北部与贝尔福地区省接壤。
与贝勒埃尔布接壤的市镇（或旧市镇、城区）包括：弗鲁瓦德沃、皮埃尔方丹莱瓦朗、普罗旺谢尔、叙尔蒙、瓦洛雷耶、沃克吕兹、沃克吕索特、沙姆塞、沙尔穆瓦耶、莱泰尔德绍、库尔-圣莫里斯、拉维龙。

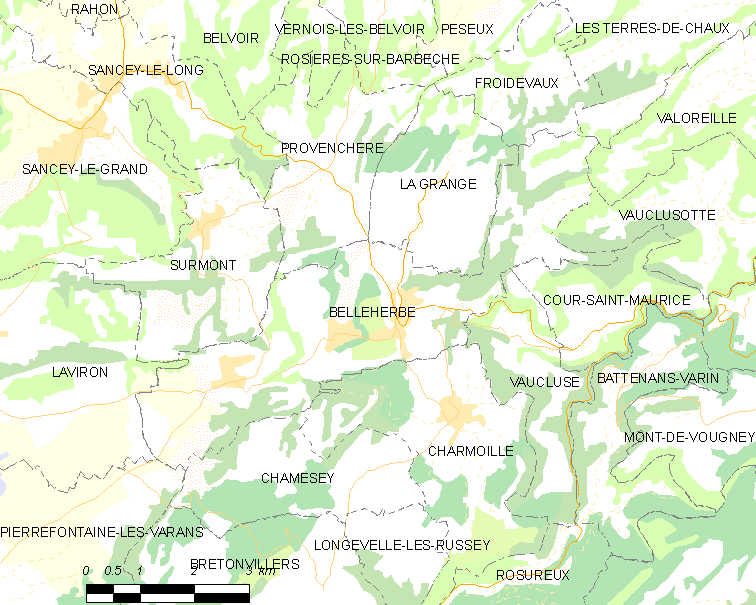
贝勒埃尔布的OSM定位图

贝勒埃尔布的时区为UTC+01:00、UTC+02:00（夏令时）。

## 行政
贝勒埃尔布的邮政编码为25380，INSEE市镇编码为25051。

## 政治
贝勒埃尔布所属的省级选区为瓦尔达翁县。

## 人口

1962-2008年间贝勒埃尔布人口变化图示

贝勒埃尔布于2022年1月1日时的人口数量为626人。